# Enicospilus hannibalis
Enicospilus hannibalis là một loài tò vò trong họ Ichneumonidae.